# Dose area product
Il Dose area product o DAP (in italiano "prodotto dose area") è un dato utilizzato nella valutazione del rischio da radiazioni ionizzanti durante gli esami radiografici diagnostici e procedure interventistiche. Esso è definita come la dose assorbita moltiplicata per la superficie irradiata espressa in Gray per centimetri quadrati (Gy * cm² o a volte mGy * cm² o cG y* cm²).
I produttori dei misuratori DAP di solito li calibrano in termini di dose assorbita in aria. Il DAP riflette non solo la dose all'interno del campo di radiazione ma anche l'area del tessuto irradiato. Pertanto può essere un indicatore migliore del rischio complessivo di indurre un tumore rispetto alla dose all'interno del campo. Esso ha anche il vantaggio di essere facilmente misurato, grazie all'installazione permanente di misuratore DAP su rilevatore dei raggi X. A causa della divergenza di un fascio di radiazioni emesso da un "sorgente puntiforme", la zona irradiata (A) aumenta con il quadrato della distanza dalla sorgente (A α d²), mentre l'intensità della radiazione (I) diminuisce con il quadrato della distanza (I α 1/d²). Di conseguenza il prodotto dell'intensità e dell'area, e quindi il DAP, è indipendente dalla distanza dalla sorgente .

## Come viene misurato il DAP
Una camera a ionizzazione viene posta oltre i collimatori dei raggi X e deve essere in grado di intercettare l'intero campo di radiazione perché vi sia una lettura accurata. Diversi parametri tecnici dei raggi X, come kVp , mA, il tempo o la zona del campo possono essere modificati.
Ad esempio, un campo di raggi X 5x5 cm con una dose di ingresso 1 mGy produrrà un valore 25 mGycm² di DAP. Quando il campo viene aumentato a 10x10 cm con la stessa dose in ingresso, il DAP aumenterà a 100 mGycm² che è 4 volte il valore precedente.